# Schloss Au (Wädenswil)

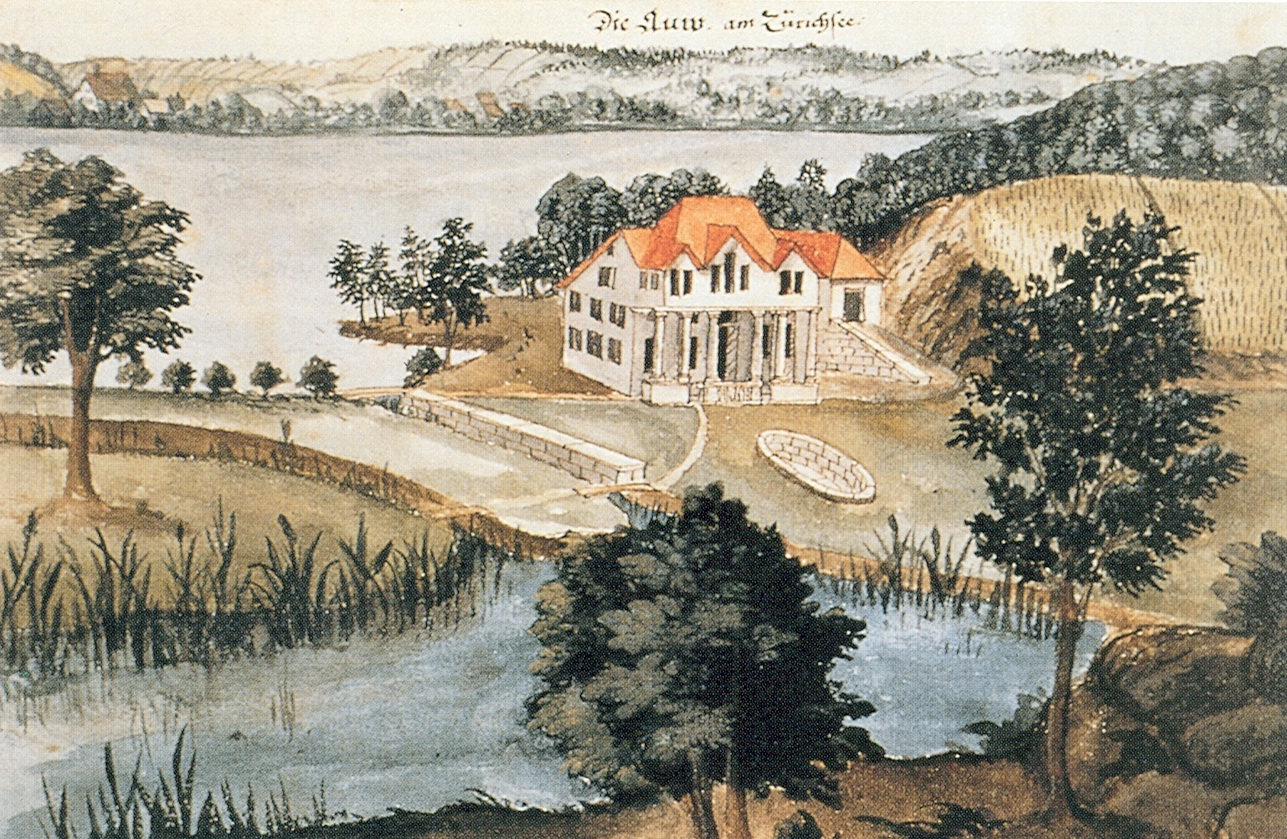
Das Landhaus von General Werdmüller. Zeichnung von Hans Erhard Escher, 1673.

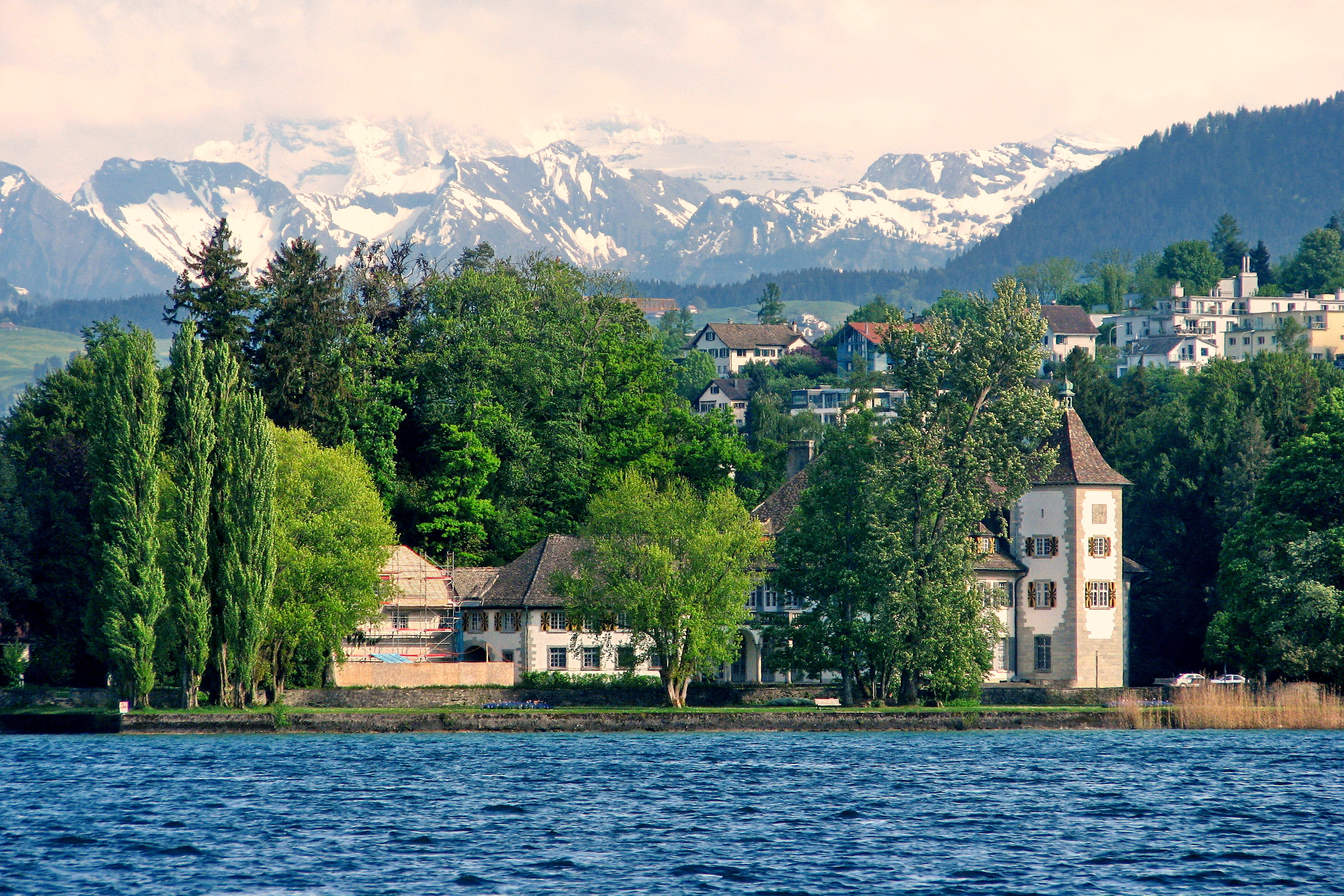
Das heutige Schloss Au am Zürichsee

Das Schloss Au ist ein Herrenhaus auf der Halbinsel Au in Wädenswil, zu dem auch ein Park und Agrarland gehören.

## Geschichte
1651 kaufte der General Johann Rudolf Werdmüller den Landwirtschaftsbetrieb Untere Au am Zürichsee samt umliegendem Land, um sich dort ein Landhaus errichten zu lassen. Das in den folgenden Jahren erstellte Bauwerk im venezianischen Barockstil diente ihm als Wohn- und Gästehaus. Werdmüller nutzte einen Teil des umliegenden Landes landwirtschaftlich und legte einen malerischen See und einen exotischen Pflanzengarten an.
Nach mehreren Besitzerwechseln im Laufe der Jahrhunderte gelangte das Landgut 1917 an Hans von Schulthess-Bodmer. Dieser liess das alte Herrenhaus abreissen und ein Herrenhaus im Stil eines barocken Jagdschlosses erstellen. Der Architekt Albert Freytag führte den Bau 1928–29 aus. Der Nordtrakt der Villa, die sogenannte Werdmüllertrotte aus den 1720er Jahren, wurde in den Neubau mit einbezogen. 
Das Hauptgebäude ist von zwei prächtigen Loggien auf der Nord- und Südseite geprägt. Im Westen erhebt sich der markante Hauptturm auf quadratischem Grundriss, im östlichen Schlosshof steht ein Rundturm. Das Schloss umfasst etwa 50 Räume, die zum Teil mit Marmorböden, Teppichen und Kunstgegenständen aus dem alten Landhaus Werdmüllers ausgestattet sind. Seit 1989 ist das Landgut im Besitz des Kantons Zürich, dem es als Tagungszentrum der Pädagogischen Hochschule (PH Zürich) dient.
Sehenswert ist neben dem neubarocken Schloss auch der Schlossgarten mit dem idyllischen Au-See. Das markante turmartige Wohnhaus „Gugger“ auf einer Anhöhe über dem Schloss stammt aus dem Jahr 1914.

## Trivia
Das Landgut ist Hauptschauplatz von Conrad Ferdinand Meyers Novelle Der Schuss von der Kanzel, wo General Werdmüller als bärbeissige Figur in Erscheinung tritt.
Das Landgut wurde ferner von bekannten Persönlichkeiten bewohnt, etwa von Mentona Moser und Fanny Moser. Friedrich Gottlieb Klopstock, Meinrad Lienert, Hermann Müller-Thurgau, Sigmund Freud, Ludwig Klages und andere waren auf dem Landgut zu Gast.